# Менгони, Джузеппе
Джузеппе Менгони (итал. Giuseppe Mengoni; 23 ноября 1829 года, Фонтанеличе — 30 декабря 1877 года, Милан) — итальянский архитектор.

## Биография
Второй сын в семье Захария Менгони и Валерии Брагарди. Пошёл в школу в Имоле, учился весьма успешно.
В 1847 году вместе с родителями переехал в Болонью, где смог продолжить образование.
Поступил в Папскую Академию изящных искусств, изучал физику на философском факультете. Познакомился и стал дружен на многие годы с профессором Кокко. В 1848 году добровольцем вступил в армию и принял участие в боях против австрийцев при Виченце и Венеции.
После окончания 21 июня 1851 года Академии (с диссертацией по оптике) Менгони отправился во Францию, Германию, Великобританию и в Рим, с тем, чтобы расширить свои культурные горизонты. Этот период был омрачён различными семейными утратами — в 1852 году в восемнадцатилетнем возрасте умер его брат Иоанн, а в 1856 году он потерял отца.
Тем не менее в 1854 году он окончил инженерное образование в Болоньезе Чезаре Бассани, а в 1856 году получил диплом гражданского инженера в Папском университете Болоньи.
С 1 августа 1857 по 12 апреля 1860 года работал на строительстве железных дорог в Ломбардии, Венето и центральной Италии.
Принял участие в разработке проекта внутренней площади порта Сарагосы и его окрестности; вариант Менгони был очень сложным, но имел большой успех. Для оценки работы Менгони был приглашен Кориолано Монти (главный инженер города Болонья), который попытался присвоить проект Менгони себе. В ответ тот 10 февраля 1861 опубликовал «замечания инженера Джузеппе Менгони Болонского о планируемых работах по разработке и украшении внутренней площади Порта Сарагосы». Эта публикация вызвала ожесточённые споры, что привело к немедленному прерыванию работ.
Среди других работ Meнгони в этот период — перестройка Ворот Сарагоцца (1859), резиденция Болонского Сберегательного банка (1867), Театро ди Магионе в Умбрии (1870), флорентийские рынки Сан-Лоренцо, Сан-Фредиано и Маттонайя (1870—1874), проект «расширения города Рима» (1873), проект приспособления для использования под лечебные учреждения домов в Фонтане (1874, нереализован).

## Галерея Виктора Эммануила II
В 1861 Meнгони выиграл международный конкурс (поступило ещё 175 проектов) на общую реконструкцию «Пьяцца Дуомо и прилегающих улиц Милана». Он мыслил создать что-то подобное великим творениям Рафаэля и Микеланджело. В процессе воплощения проект подвергался ожесточённой критике. Накануне завершения строительства главной новой достопримечательности площади Дуомо — Галереи Виктора Эммануила II, 30 декабря 1877 года, Менгони погиб, упав с 47 метровой высоты со строительных лесов у главного купола галереи (ходили версии самоубийства — вследствие перенапряжения от проблем на строительстве, сроки окончания которого не соблюдались, что грозило огромным денежным штрафом, прохладным отношением к открытию галереи короля Виктора Эммануила II (быть может, всего лишь по причине плохого самочувствия — вскорости после открытия король умер) и т. п..
Похоронен на Монументальном кладбище в Милане.

## Главные постройки

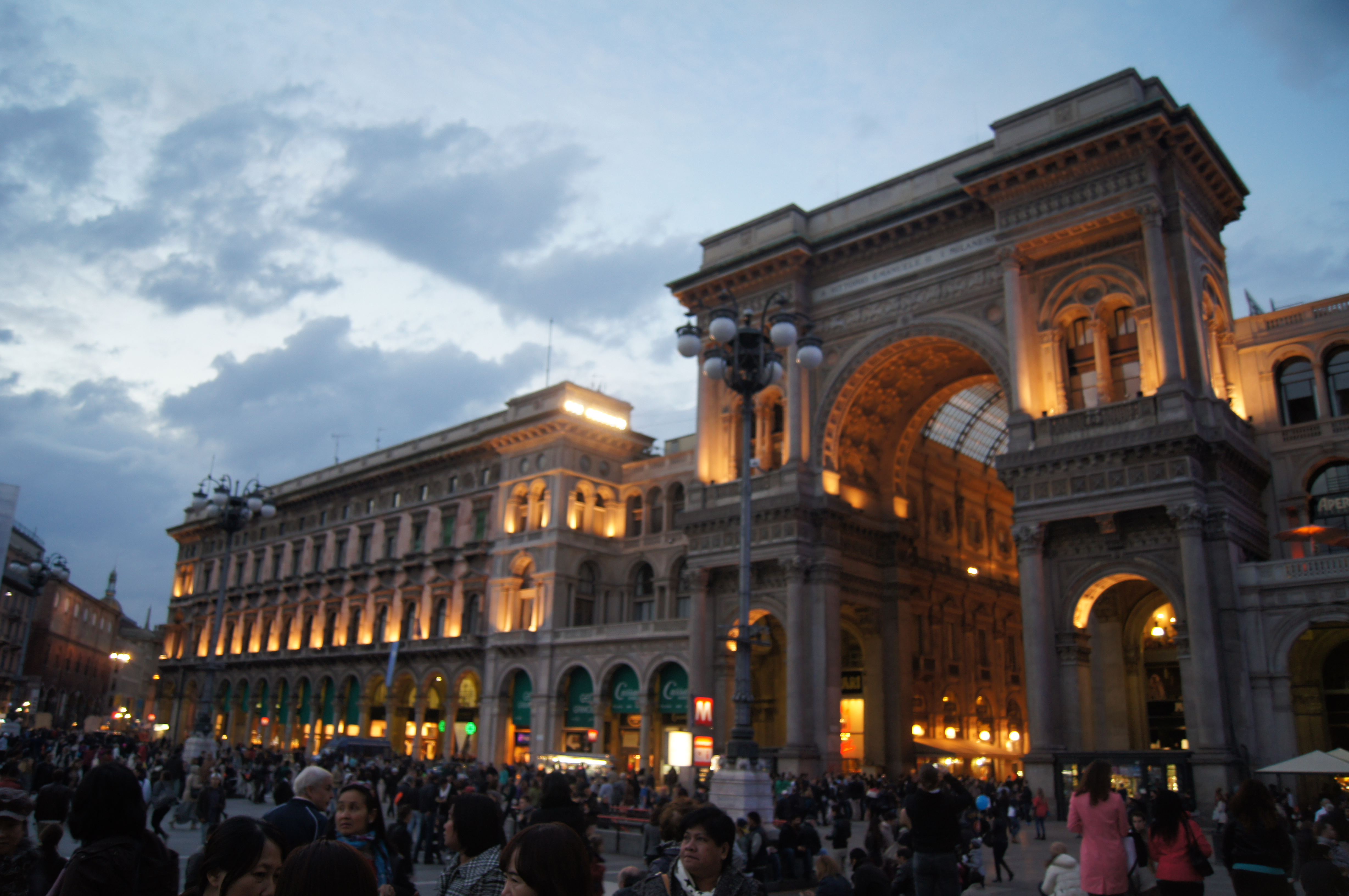
Галерея Виктора Эммануила II